# Goodia selene
Goodia selene är en fjärilsart som beskrevs av Kirby 1896. Goodia selene ingår i släktet Goodia och familjen påfågelsspinnare. Inga underarter finns listade i Catalogue of Life.